# Cosey
Cosey, pseudoniem van Bernard Cosendai (Lausanne, 14 juni 1950), is een Zwitsers striptekenaar. Hij is vooral bekend voor zijn reeks Jonathan en het one-shot Op zoek naar Peter Pan.

## Biografie
Cosey werd als Bernard Cosendai geboren in Lausanne, Zwitserland. Hij werkte eerst als grafisch ontwerper voor een reclamebureau voor hij strips begon te tekenen.
In 1970 ontmoette hij Derib, tekenaar van Yakari, die Cosey aanmoedigde om zelf strips te maken. Hij tekende eerst enkele verhalen voor kranten: Monfreid et Tilbury op scenario van André-Paul Duchâteau voor het Belgische Le Soir, Paul Aroïd (1971) en Séraphin Ledoux (1974) voor het Zwitserse 24 Heures de Lausanne. In 1975 startte hij met Jonathan zijn eigen reeks op. De avonturen van de dromerige twintiger verschenen in het weekblad Kuifje en kenden een groot succes. In 1982 won het album Kate zelfs de prijs voor album van het jaar op het Internationaal stripfestival van Angoulême.
Daarna wilde Cosey iets heel anders gaan doen en maakte de striproman Op zoek naar Peter Pan, het verhaal van een Britse schrijver die naar de Zwitserse bergen trekt op zoek naar inspiratie voor zijn volgende roman. Dit album, dat in 1984 oorspronkelijk in twee delen verscheen, maar later een uitgave in één band kreeg, kende zowel succes bij de critici als bij het publiek. Hierna creëerde Cosey ook nog verschillende verhalen als Reis naar Italië (deel 1 & 2), Saigon-Hanoi, Zeke vertelt..., Prettig kerstfeest, May!, De Azuren Boeddha, Zelie Noord-Zuid en Een huis van Frank L. Wright.
In 1997 wekte hij na meer dan tien jaar zijn held Jonathan weer tot leven en liet hem nog verscheidene avonturen beleven. Daarnaast is Cosey ook actief als illustrator van boeken en covertekeningen.
In 2017 won hij de Grand Prix du Festival d'Angoulême, een prijs voor een gans oeuvre.
- Biblioteca Nacional de España: XX886100
- Bibliothèque nationale de France: cb11897770b (data)
- Catàleg d'autoritats de noms i títols de Catalunya: 981058524004606706
- Gemeinsame Normdatei: 112829783
- International Standard Name Identifier: 0000 0001 2096 6337
- Library of Congress Control Number: nr2004021996
- Nationale Bibliotheek van Polen: a0000002340091
- Nederlandse Thesaurus van Auteursnamen: 069454450
- Système universitaire de documentation: 026800268
- Virtual International Authority File: 90708001